# Simmenfälle

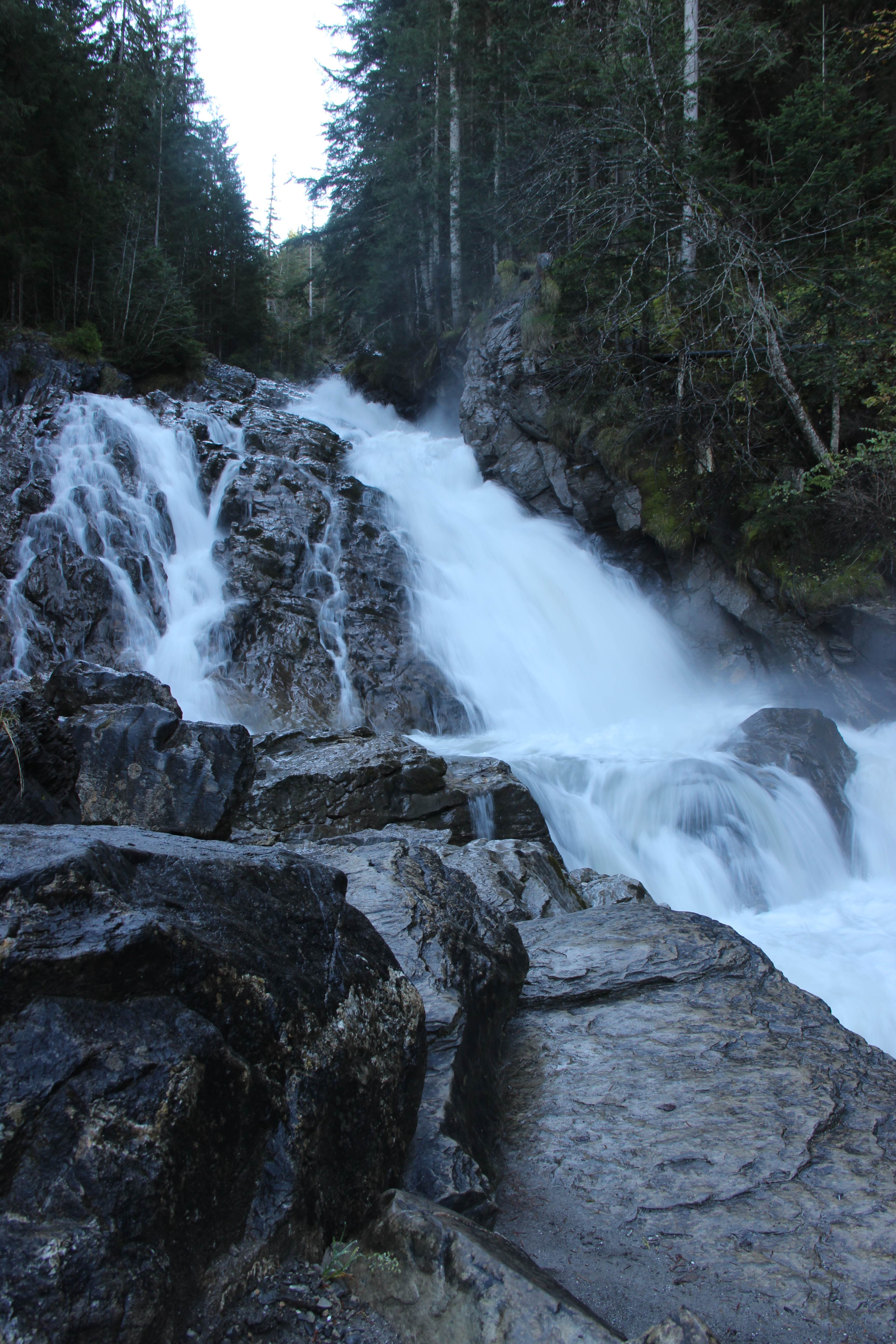
Unteres Ende der Simmenfälle

Die Simmenfälle sind der Teil der Simme zwischen der Quelle Siebenbrünnen und dem Talboden von Lenk. Die Wanderung über den Bummerepass in die Lenk führt nach etwa zwei Stunden an den Simmenfällen vorbei.
Der heutige Verlauf entstand aufgrund einer Gewässerkorrektion im Jahr 1702. Wegen anhaltenden Überschwemmungen im 18. Jahrhundert wurde das Bachbett künstlich verlegt. Die heutigen Simmenfälle entstanden bei dieser Gewässerkorrektur und wurden damals in den Fels gesprengt.